# Guyton
Guyton è un comune degli Stati Uniti d'America, situato nello Stato della Georgia, nella contea di Effingham.